# 熊本県道302号稲佐津留玉名線
熊本県道302号稲佐津留玉名線（くまもとけんどう302ごう いなさつるたまなせん）は、熊本県玉名郡玉東町から玉名市に至る一般県道である。

## 概要
玉名郡玉東町稲佐から玉名市秋丸に至る。
起点付近で玉東町から玉名市に入るため、実質上は全区間が玉名市内にある県道といえる。

### 路線データ
- 起点：熊本県玉名郡玉東町稲佐（国道208号交点、熊本県道309号瀬川玉東線終点）
- 終点：熊本県玉名市秋丸（秋丸交差点、熊本県道・福岡県道6号玉名立花線交点）

## 歴史
- 1969年（昭和44年） - 路線認定。当時の整理番号は255。

従来、この路線のある区間は国道208号であったが、南側にバイパス（通称・大倉バイパス）が完成し国道区域が変更されたため、旧道を県道として認定したもの。
- その後、1972年（昭和47年）ごろまでに整理番号が302に変更される。
- 2025年（令和7年）6月17日 - 熊本県告示第501号により、秋丸交差点 - 高瀬交差点までの県道指定が解除される[1]。

## 路線状況

### 重複区間
- 熊本県道309号瀬川玉東線（玉名郡玉東町稲佐（起点） - 玉名市都留）

### 道路施設

#### 橋梁
- 玉名橋（菊池川、玉名市）

## 地理

### 通過する自治体
- 玉名郡玉東町
- 玉名市

### 交差する道路
| 交差する道路                                   | 市町村名 | 市町村名 | 交差する場所 | 交差する場所      |
| ---------------------------------------------- | -------- | -------- | ------------ | ----------------- |
| 国道208号 熊本県道309号瀬川玉東線 重複区間起点 | 玉名郡   | 玉東町   | 稲佐         | 起点              |
| 熊本県道309号瀬川玉東線 重複区間終点           | 玉名市   | 玉名市   | 都留         |                   |
| 国道208号                                      | 玉名市   | 玉名市   | 河崎         | 河崎交差点        |
| 熊本県道・福岡県道6号玉名立花線                | 玉名市   | 玉名市   | 秋丸         | 秋丸交差点 / 終点 |

### 交差する鉄道
- 九州新幹線

### 沿線
- 菊池川

1. ↑  “令和5年6月17日 熊本県公報 第13442号”.  熊本県. p. 13 (2025年6月17日). 2025年8月16日閲覧。